# Xeque perpétuo
|   | a | b | c | d | e | f | g | h |   |
| 8 | g8 preto rei · f7 preto peão · g7 preto peão · c6 branco rainha · h6 preto peão · f3 branco peão · h3 branco peão · a2 preto torre · d2 preto rainha · g2 branco peão · g1 branco rei | g8 preto rei · f7 preto peão · g7 preto peão · c6 branco rainha · h6 preto peão · f3 branco peão · h3 branco peão · a2 preto torre · d2 preto rainha · g2 branco peão · g1 branco rei | g8 preto rei · f7 preto peão · g7 preto peão · c6 branco rainha · h6 preto peão · f3 branco peão · h3 branco peão · a2 preto torre · d2 preto rainha · g2 branco peão · g1 branco rei | g8 preto rei · f7 preto peão · g7 preto peão · c6 branco rainha · h6 preto peão · f3 branco peão · h3 branco peão · a2 preto torre · d2 preto rainha · g2 branco peão · g1 branco rei | g8 preto rei · f7 preto peão · g7 preto peão · c6 branco rainha · h6 preto peão · f3 branco peão · h3 branco peão · a2 preto torre · d2 preto rainha · g2 branco peão · g1 branco rei | g8 preto rei · f7 preto peão · g7 preto peão · c6 branco rainha · h6 preto peão · f3 branco peão · h3 branco peão · a2 preto torre · d2 preto rainha · g2 branco peão · g1 branco rei | g8 preto rei · f7 preto peão · g7 preto peão · c6 branco rainha · h6 preto peão · f3 branco peão · h3 branco peão · a2 preto torre · d2 preto rainha · g2 branco peão · g1 branco rei | g8 preto rei · f7 preto peão · g7 preto peão · c6 branco rainha · h6 preto peão · f3 branco peão · h3 branco peão · a2 preto torre · d2 preto rainha · g2 branco peão · g1 branco rei | 8 |
| 7 | g8 preto rei · f7 preto peão · g7 preto peão · c6 branco rainha · h6 preto peão · f3 branco peão · h3 branco peão · a2 preto torre · d2 preto rainha · g2 branco peão · g1 branco rei | g8 preto rei · f7 preto peão · g7 preto peão · c6 branco rainha · h6 preto peão · f3 branco peão · h3 branco peão · a2 preto torre · d2 preto rainha · g2 branco peão · g1 branco rei | g8 preto rei · f7 preto peão · g7 preto peão · c6 branco rainha · h6 preto peão · f3 branco peão · h3 branco peão · a2 preto torre · d2 preto rainha · g2 branco peão · g1 branco rei | g8 preto rei · f7 preto peão · g7 preto peão · c6 branco rainha · h6 preto peão · f3 branco peão · h3 branco peão · a2 preto torre · d2 preto rainha · g2 branco peão · g1 branco rei | g8 preto rei · f7 preto peão · g7 preto peão · c6 branco rainha · h6 preto peão · f3 branco peão · h3 branco peão · a2 preto torre · d2 preto rainha · g2 branco peão · g1 branco rei | g8 preto rei · f7 preto peão · g7 preto peão · c6 branco rainha · h6 preto peão · f3 branco peão · h3 branco peão · a2 preto torre · d2 preto rainha · g2 branco peão · g1 branco rei | g8 preto rei · f7 preto peão · g7 preto peão · c6 branco rainha · h6 preto peão · f3 branco peão · h3 branco peão · a2 preto torre · d2 preto rainha · g2 branco peão · g1 branco rei | g8 preto rei · f7 preto peão · g7 preto peão · c6 branco rainha · h6 preto peão · f3 branco peão · h3 branco peão · a2 preto torre · d2 preto rainha · g2 branco peão · g1 branco rei | 7 |
| 6 | g8 preto rei · f7 preto peão · g7 preto peão · c6 branco rainha · h6 preto peão · f3 branco peão · h3 branco peão · a2 preto torre · d2 preto rainha · g2 branco peão · g1 branco rei | g8 preto rei · f7 preto peão · g7 preto peão · c6 branco rainha · h6 preto peão · f3 branco peão · h3 branco peão · a2 preto torre · d2 preto rainha · g2 branco peão · g1 branco rei | g8 preto rei · f7 preto peão · g7 preto peão · c6 branco rainha · h6 preto peão · f3 branco peão · h3 branco peão · a2 preto torre · d2 preto rainha · g2 branco peão · g1 branco rei | g8 preto rei · f7 preto peão · g7 preto peão · c6 branco rainha · h6 preto peão · f3 branco peão · h3 branco peão · a2 preto torre · d2 preto rainha · g2 branco peão · g1 branco rei | g8 preto rei · f7 preto peão · g7 preto peão · c6 branco rainha · h6 preto peão · f3 branco peão · h3 branco peão · a2 preto torre · d2 preto rainha · g2 branco peão · g1 branco rei | g8 preto rei · f7 preto peão · g7 preto peão · c6 branco rainha · h6 preto peão · f3 branco peão · h3 branco peão · a2 preto torre · d2 preto rainha · g2 branco peão · g1 branco rei | g8 preto rei · f7 preto peão · g7 preto peão · c6 branco rainha · h6 preto peão · f3 branco peão · h3 branco peão · a2 preto torre · d2 preto rainha · g2 branco peão · g1 branco rei | g8 preto rei · f7 preto peão · g7 preto peão · c6 branco rainha · h6 preto peão · f3 branco peão · h3 branco peão · a2 preto torre · d2 preto rainha · g2 branco peão · g1 branco rei | 6 |
| 5 | g8 preto rei · f7 preto peão · g7 preto peão · c6 branco rainha · h6 preto peão · f3 branco peão · h3 branco peão · a2 preto torre · d2 preto rainha · g2 branco peão · g1 branco rei | g8 preto rei · f7 preto peão · g7 preto peão · c6 branco rainha · h6 preto peão · f3 branco peão · h3 branco peão · a2 preto torre · d2 preto rainha · g2 branco peão · g1 branco rei | g8 preto rei · f7 preto peão · g7 preto peão · c6 branco rainha · h6 preto peão · f3 branco peão · h3 branco peão · a2 preto torre · d2 preto rainha · g2 branco peão · g1 branco rei | g8 preto rei · f7 preto peão · g7 preto peão · c6 branco rainha · h6 preto peão · f3 branco peão · h3 branco peão · a2 preto torre · d2 preto rainha · g2 branco peão · g1 branco rei | g8 preto rei · f7 preto peão · g7 preto peão · c6 branco rainha · h6 preto peão · f3 branco peão · h3 branco peão · a2 preto torre · d2 preto rainha · g2 branco peão · g1 branco rei | g8 preto rei · f7 preto peão · g7 preto peão · c6 branco rainha · h6 preto peão · f3 branco peão · h3 branco peão · a2 preto torre · d2 preto rainha · g2 branco peão · g1 branco rei | g8 preto rei · f7 preto peão · g7 preto peão · c6 branco rainha · h6 preto peão · f3 branco peão · h3 branco peão · a2 preto torre · d2 preto rainha · g2 branco peão · g1 branco rei | g8 preto rei · f7 preto peão · g7 preto peão · c6 branco rainha · h6 preto peão · f3 branco peão · h3 branco peão · a2 preto torre · d2 preto rainha · g2 branco peão · g1 branco rei | 5 |
| 4 | g8 preto rei · f7 preto peão · g7 preto peão · c6 branco rainha · h6 preto peão · f3 branco peão · h3 branco peão · a2 preto torre · d2 preto rainha · g2 branco peão · g1 branco rei | g8 preto rei · f7 preto peão · g7 preto peão · c6 branco rainha · h6 preto peão · f3 branco peão · h3 branco peão · a2 preto torre · d2 preto rainha · g2 branco peão · g1 branco rei | g8 preto rei · f7 preto peão · g7 preto peão · c6 branco rainha · h6 preto peão · f3 branco peão · h3 branco peão · a2 preto torre · d2 preto rainha · g2 branco peão · g1 branco rei | g8 preto rei · f7 preto peão · g7 preto peão · c6 branco rainha · h6 preto peão · f3 branco peão · h3 branco peão · a2 preto torre · d2 preto rainha · g2 branco peão · g1 branco rei | g8 preto rei · f7 preto peão · g7 preto peão · c6 branco rainha · h6 preto peão · f3 branco peão · h3 branco peão · a2 preto torre · d2 preto rainha · g2 branco peão · g1 branco rei | g8 preto rei · f7 preto peão · g7 preto peão · c6 branco rainha · h6 preto peão · f3 branco peão · h3 branco peão · a2 preto torre · d2 preto rainha · g2 branco peão · g1 branco rei | g8 preto rei · f7 preto peão · g7 preto peão · c6 branco rainha · h6 preto peão · f3 branco peão · h3 branco peão · a2 preto torre · d2 preto rainha · g2 branco peão · g1 branco rei | g8 preto rei · f7 preto peão · g7 preto peão · c6 branco rainha · h6 preto peão · f3 branco peão · h3 branco peão · a2 preto torre · d2 preto rainha · g2 branco peão · g1 branco rei | 4 |
| 3 | g8 preto rei · f7 preto peão · g7 preto peão · c6 branco rainha · h6 preto peão · f3 branco peão · h3 branco peão · a2 preto torre · d2 preto rainha · g2 branco peão · g1 branco rei | g8 preto rei · f7 preto peão · g7 preto peão · c6 branco rainha · h6 preto peão · f3 branco peão · h3 branco peão · a2 preto torre · d2 preto rainha · g2 branco peão · g1 branco rei | g8 preto rei · f7 preto peão · g7 preto peão · c6 branco rainha · h6 preto peão · f3 branco peão · h3 branco peão · a2 preto torre · d2 preto rainha · g2 branco peão · g1 branco rei | g8 preto rei · f7 preto peão · g7 preto peão · c6 branco rainha · h6 preto peão · f3 branco peão · h3 branco peão · a2 preto torre · d2 preto rainha · g2 branco peão · g1 branco rei | g8 preto rei · f7 preto peão · g7 preto peão · c6 branco rainha · h6 preto peão · f3 branco peão · h3 branco peão · a2 preto torre · d2 preto rainha · g2 branco peão · g1 branco rei | g8 preto rei · f7 preto peão · g7 preto peão · c6 branco rainha · h6 preto peão · f3 branco peão · h3 branco peão · a2 preto torre · d2 preto rainha · g2 branco peão · g1 branco rei | g8 preto rei · f7 preto peão · g7 preto peão · c6 branco rainha · h6 preto peão · f3 branco peão · h3 branco peão · a2 preto torre · d2 preto rainha · g2 branco peão · g1 branco rei | g8 preto rei · f7 preto peão · g7 preto peão · c6 branco rainha · h6 preto peão · f3 branco peão · h3 branco peão · a2 preto torre · d2 preto rainha · g2 branco peão · g1 branco rei | 3 |
| 2 | g8 preto rei · f7 preto peão · g7 preto peão · c6 branco rainha · h6 preto peão · f3 branco peão · h3 branco peão · a2 preto torre · d2 preto rainha · g2 branco peão · g1 branco rei | g8 preto rei · f7 preto peão · g7 preto peão · c6 branco rainha · h6 preto peão · f3 branco peão · h3 branco peão · a2 preto torre · d2 preto rainha · g2 branco peão · g1 branco rei | g8 preto rei · f7 preto peão · g7 preto peão · c6 branco rainha · h6 preto peão · f3 branco peão · h3 branco peão · a2 preto torre · d2 preto rainha · g2 branco peão · g1 branco rei | g8 preto rei · f7 preto peão · g7 preto peão · c6 branco rainha · h6 preto peão · f3 branco peão · h3 branco peão · a2 preto torre · d2 preto rainha · g2 branco peão · g1 branco rei | g8 preto rei · f7 preto peão · g7 preto peão · c6 branco rainha · h6 preto peão · f3 branco peão · h3 branco peão · a2 preto torre · d2 preto rainha · g2 branco peão · g1 branco rei | g8 preto rei · f7 preto peão · g7 preto peão · c6 branco rainha · h6 preto peão · f3 branco peão · h3 branco peão · a2 preto torre · d2 preto rainha · g2 branco peão · g1 branco rei | g8 preto rei · f7 preto peão · g7 preto peão · c6 branco rainha · h6 preto peão · f3 branco peão · h3 branco peão · a2 preto torre · d2 preto rainha · g2 branco peão · g1 branco rei | g8 preto rei · f7 preto peão · g7 preto peão · c6 branco rainha · h6 preto peão · f3 branco peão · h3 branco peão · a2 preto torre · d2 preto rainha · g2 branco peão · g1 branco rei | 2 |
| 1 | g8 preto rei · f7 preto peão · g7 preto peão · c6 branco rainha · h6 preto peão · f3 branco peão · h3 branco peão · a2 preto torre · d2 preto rainha · g2 branco peão · g1 branco rei | g8 preto rei · f7 preto peão · g7 preto peão · c6 branco rainha · h6 preto peão · f3 branco peão · h3 branco peão · a2 preto torre · d2 preto rainha · g2 branco peão · g1 branco rei | g8 preto rei · f7 preto peão · g7 preto peão · c6 branco rainha · h6 preto peão · f3 branco peão · h3 branco peão · a2 preto torre · d2 preto rainha · g2 branco peão · g1 branco rei | g8 preto rei · f7 preto peão · g7 preto peão · c6 branco rainha · h6 preto peão · f3 branco peão · h3 branco peão · a2 preto torre · d2 preto rainha · g2 branco peão · g1 branco rei | g8 preto rei · f7 preto peão · g7 preto peão · c6 branco rainha · h6 preto peão · f3 branco peão · h3 branco peão · a2 preto torre · d2 preto rainha · g2 branco peão · g1 branco rei | g8 preto rei · f7 preto peão · g7 preto peão · c6 branco rainha · h6 preto peão · f3 branco peão · h3 branco peão · a2 preto torre · d2 preto rainha · g2 branco peão · g1 branco rei | g8 preto rei · f7 preto peão · g7 preto peão · c6 branco rainha · h6 preto peão · f3 branco peão · h3 branco peão · a2 preto torre · d2 preto rainha · g2 branco peão · g1 branco rei | g8 preto rei · f7 preto peão · g7 preto peão · c6 branco rainha · h6 preto peão · f3 branco peão · h3 branco peão · a2 preto torre · d2 preto rainha · g2 branco peão · g1 branco rei | 1 |
|   | a | b | c | d | e | f | g | h |   |

No xadrez, o xeque perpétuo ocorre quando um jogador realiza uma série sem fim de xeques. Isto ocorre tipicamente quando um jogador não pode dar um xeque-mate no seu oponente, enquanto qualquer outro movimento resultaria em uma chance de vitória para o oponente. O xeque perpétuo não é mais uma regra de xadrez, embora eventualmente resultará em um empate, via repetição de três posições ou a regra dos 50 movimentos, embora jogadores no geral concordam em um empate.